# Kai Bruckmann
Kai Bruckmann (* 20. November 1970) ist ein ehemaliger deutscher Fußballspieler. 

## Karriere
Bruckmann wechselte vom Nordrhein-Oberligisten Schwarz-Weiß Essen zum FC Schalke 04. Dort kam er zu einem Einsatz in der Bundesliga. In der Saison 1994/95 erlebte Bruckmann den Höhepunkt seiner Karriere, als er von Trainer Jörg Berger im Spiel gegen Dynamo Dresden in der 83. Spielminute beim Stand von 4:0 für Jiří Němec eingewechselt wurde. Es blieb sein einziger Einsatz im Profifußball. Später spielte er noch für die Sportfreunde Oestrich-Iserlohn und die DJK TuS Hordel in der Oberliga Westfalen. Für Oestrich-Iserlohn schoss er in 35 Oberligaspielen fünf Tore zwischen 1999 und 2001 und für TuS Hordel zwei Tore in 22 Oberligaspielen in der Saison 2001/02.
Mit der deutschen Militär-Nationalmannschaft erlangte er Bronze bei der WM 1993.